# Blasco Pérez Dávila
Blasco Pérez Dávila (nacido en Cuéllar en el siglo XIV) fue un noble y político español.
Fue hijo de Pedro González Dávila, gobernador de Cuéllar, natural de Ávila y cabeza de la Casa de Velázquez de Cuéllar, que se estableció en Cuéllar a principios del siglo XIV; y de su mujer Elvira Blázquez, señora del barrio de San Esteban, de Cuéllar, por Don Juan Manuel, hijo del infante don Manuel, donde la familia edificó el Palacio de los Velázquez.
Fue procurador en las Cortes de Madrid en 1390 y en las de Cuéllar en 1392. Se desconoce la fecha de su muerte, siendo enterrado en la capilla mayor del monasterio de San Francisco de Cuéllar, después de haber casado con Juana Bermúdez, de noble linaje cuellarano, en quien engendró tres hijos:
1. Fernán Velázquez de Cuéllar, canciller mayor de Fernando I de Aragón y Virrey de Sicilia.
2. Diego Velázquez.
3. Alfonso Velázquez de Cuéllar, alcaide de Medellín.